# Schwedische Eishockeymeisterschaft 1944
Die Saison 1944 war die 22. Austragung der schwedischen Eishockeymeisterschaft. Meister wurde zum insgesamt vierten Mal in der Vereinsgeschichte der Södertälje SK.

## Meisterschaft

### Erste Qualifikationsrunde
- IF Göta Karlstad – IFK Stockholm 2:1
- IK Warpen – Strömsbro IF 3:6
- Uddens IF – Tranebergs IF (W)
- Brobergs IF – IK Huge (W)
- Forshaga IF – Atlas Diesels IF 4:2
- Wifsta/Östrands IF – IFK Nyland 4:2
- Lycksele SK – Skellefteå IF 3:10
- Brynäs IF – Sandvikens IF 6:1

### Zweite Qualifikationsrunde
- IFK Mariefred – Stallarholmens AIK 7:3
- Mora IK – Karlbergs BK 3:5
- BK Forward – IK Sleipner 0:1
- Västerås SK – Nacka SK 2:6
- Skuru IK – Djurgårdens IF 0:1
- IFK Lidingö – UoIF Matteuspojkarna 0:7
- IF Vesta – Reymersholms IK 0:6
- Södertälje IF – Årsta SK 3:2
- IF Göta Karlstad – Forshaga 7:3
- Strömsbro IF – Tranebergs IF 0:2
- Skellefteå IF – Wifsta/Östrands IF 2:5
- Brynäs IF – IK Huge 3:2

### Achtelfinale
- IF Göta Karlstad – Hammarby IF 0:7
- Södertälje IF – IK Sleipner 6:3
- Brynäs IF – Wifsta/Östrands IF 2:6
- IFK Mariefred – Nacka SK 1:5
- Södertälje SK – AIK Solna 3:1
- Karlbergs BK – Djurgårdens IF 6:2
- IK Göta – Tranebergs IF 5:1
- UoIF Matteuspojkarna – Reymersholm IK 1:0

### Viertelfinale
- Hammarby IF – Södertälje IF 7:0
- Wifsta/Östrand – Nacka SK 3:3/2:5
- Södertälje SK – Karlbergs BK 5:2
- IK Göta – UoIF Matteuspojkarna 6:2

### Halbfinale
- Hammarby IF – Nacka SK 7:1
- Södertälje SK – IK Göta 3:1

### Finale
- Hammarby IF – Södertälje SK 2:3